# Antônio de Bourbon, Conde de Moret

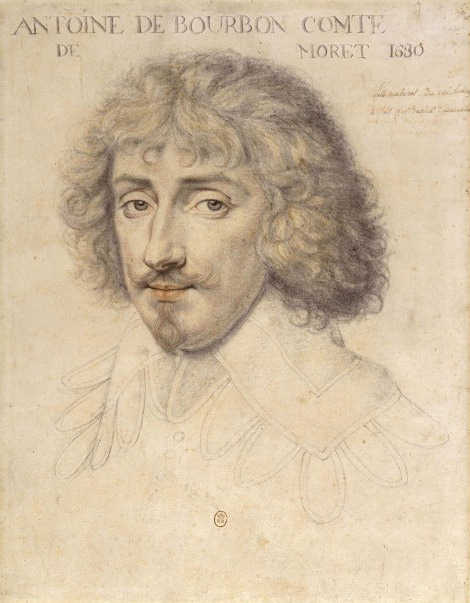
Antonio de Bourbon, code de Moret

Antoine de Bourbon-Bueil, conde de Moret, (9 de maio de 1607 - 1 de setembro de 1632) é o filho que Henrique IV teve com Jacqueline de Bueil, condessa de Moret (1589- 1651) que se tornaria Marquesa de Vardes em 1617 por seu casamento com René II Crespin du Bec.

## Biografia
Nomeado abade comissário de Saint-Etienne de Caen em 1620, ele tira proveito da rica renda da abadia normanda. Durante os 12 anos em que esteve à frente da abadia, constantemente entrou em conflito com os religiosos que o censuravam por não liberar os fundos necessários para suas necessidades pessoais e a reconstrução dos edifícios, arruinados pela guerra da religião.
Durante sua juventude, esteve perto de seu meio-irmão, Gastão, Duque d'Orleães. Participou da rebelião liderada por ele e pelo duque de Montmorency, Henrique II de Montmorency, contra o rei Luís XIII, cujo resultado foi a batalha de Castelnaudary. Ferido durante a batalha com um tiro de mosquete no ombro, morreu três horas depois em uma carruagem de Gaston. Seu corpo nunca foi encontrado.